# Cuzamá
Cuzamá, es una localidad del estado de Yucatán, México, cabecera del municipio homónimo, ubicada aproximadamente 50 kilómetros al sureste de la ciudad de Mérida, capital del estado y 15 km al sureste de la villa de Acanceh.

## Toponimia
El toponímico Cuzamá significa en idioma maya golondrina cepillada, por derivarse de las voces cuzan golondrina y á contracción há que además de agua equivale a cepillar, arreglar. Se podría interpretar también como golondrina de agua. 

## Datos históricos
Cuzamá está enclavado en el territorio que fue la jurisdicción de Hocabá-Homún antes de la conquista de Yucatán.
Sobre la fundación de la localidad no se conocen datos precisos antes de la conquista de Yucatán por los españoles. Se sabe, sin embargo, que durante la colonia estuvo bajo el régimen de las encomiendas, entre las cuales la de Alfonso de Aranda y Aguayo, y Pedro de Mézquita en 1710. 
Tras la independencia de Yucatán, hacia 1825, la localidad fue anexada al municipio de Homún que pertenccía al Partido de Izamal
En 1870 dejó de pertenecer al Partido de Izamal, integrándose al Partido de Acanceh. 
En 1918 se erigió en cabecera del municipio libre homónimo.

## Sitios de interés turístico
En Cuzamá se encuentran dos templos, uno en que se venera a la Santísima Trinidad que fue construido en el siglo XVI, y el otro en honor de San Francisco de Asís del cual no se tiene fecha de construcción,  pero data de la época de la colonia. 
Asimismo, en las cercanías hay una exhacienda llamada Xcuchbalam. También existen yacimientos arqueológicos de la cultura maya precolombina denominados: Eknacán, Xculab y Chuncanán. 
En las inmediaciones se encuentran varios cenotes, entre los que destacan un conjunto de tres, llamados Chelentún (piedra acostada); Chansinic'Ché (árbol de hormigas); Bolón-Chohol (9 hoyos de ratón), que se visitan mediante un viejo sistema Decauville de tracción animal que constituye un atractivo paseo.

## Galería

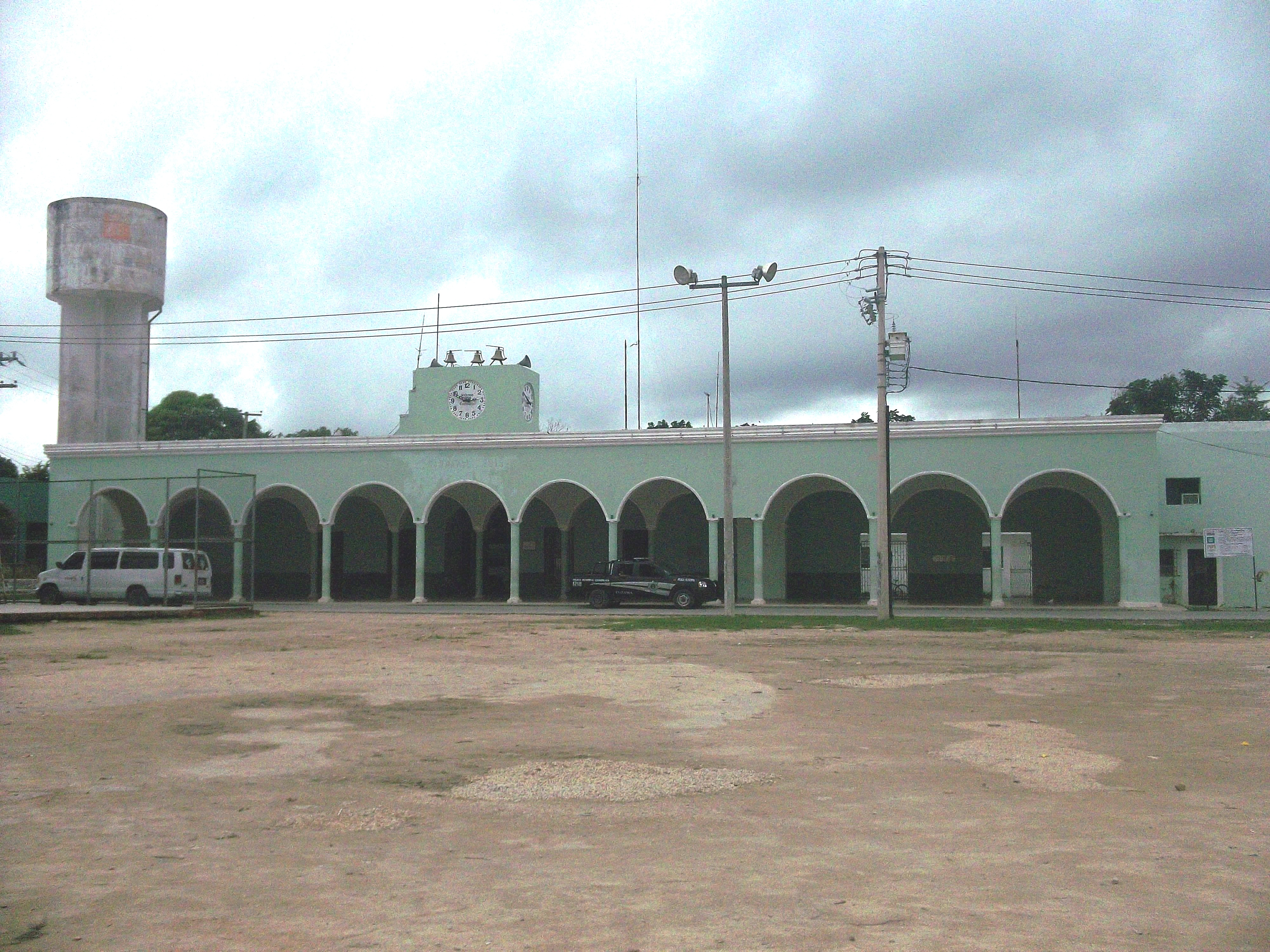
Palacio municipal.
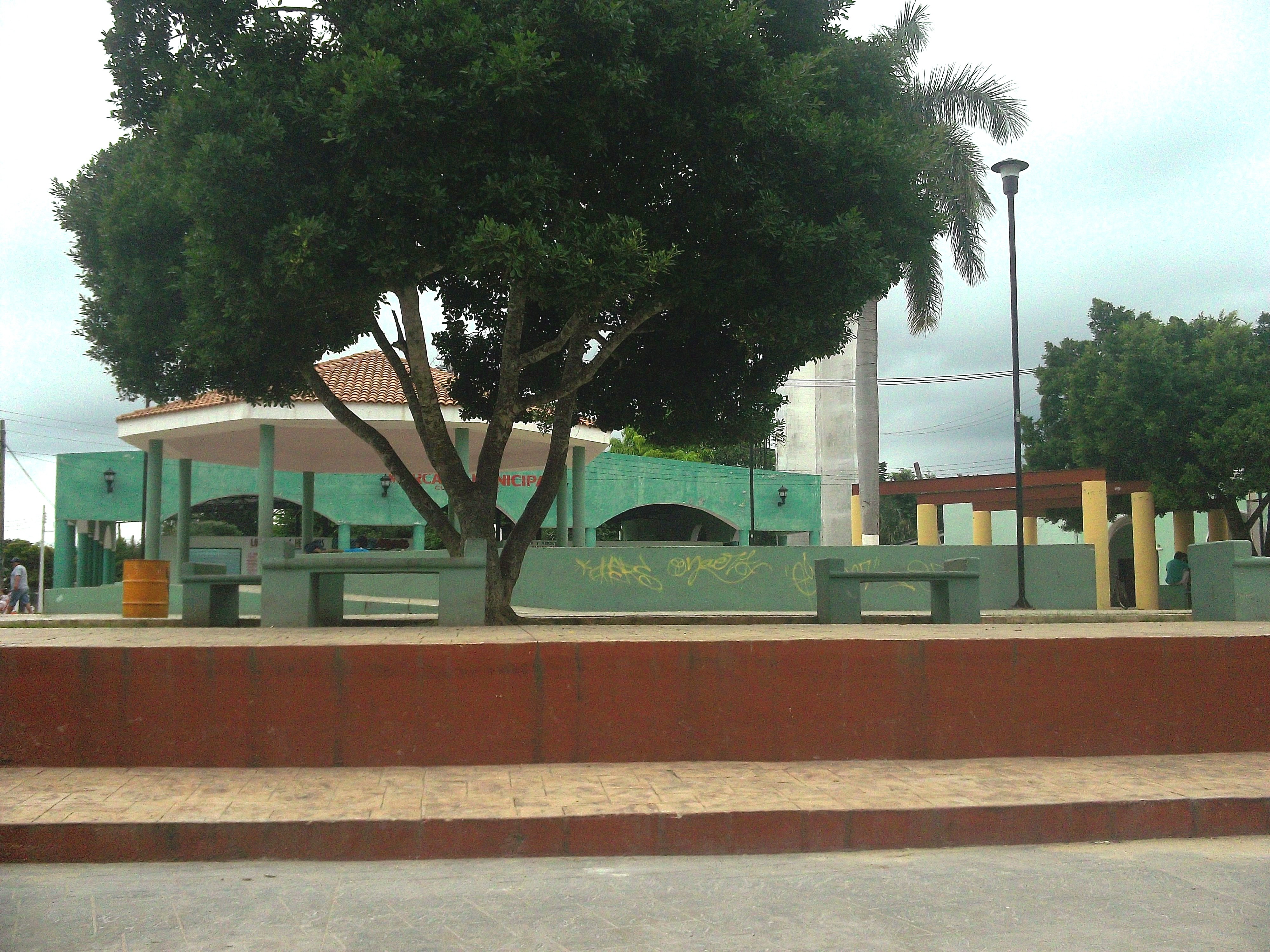
Parque principal.
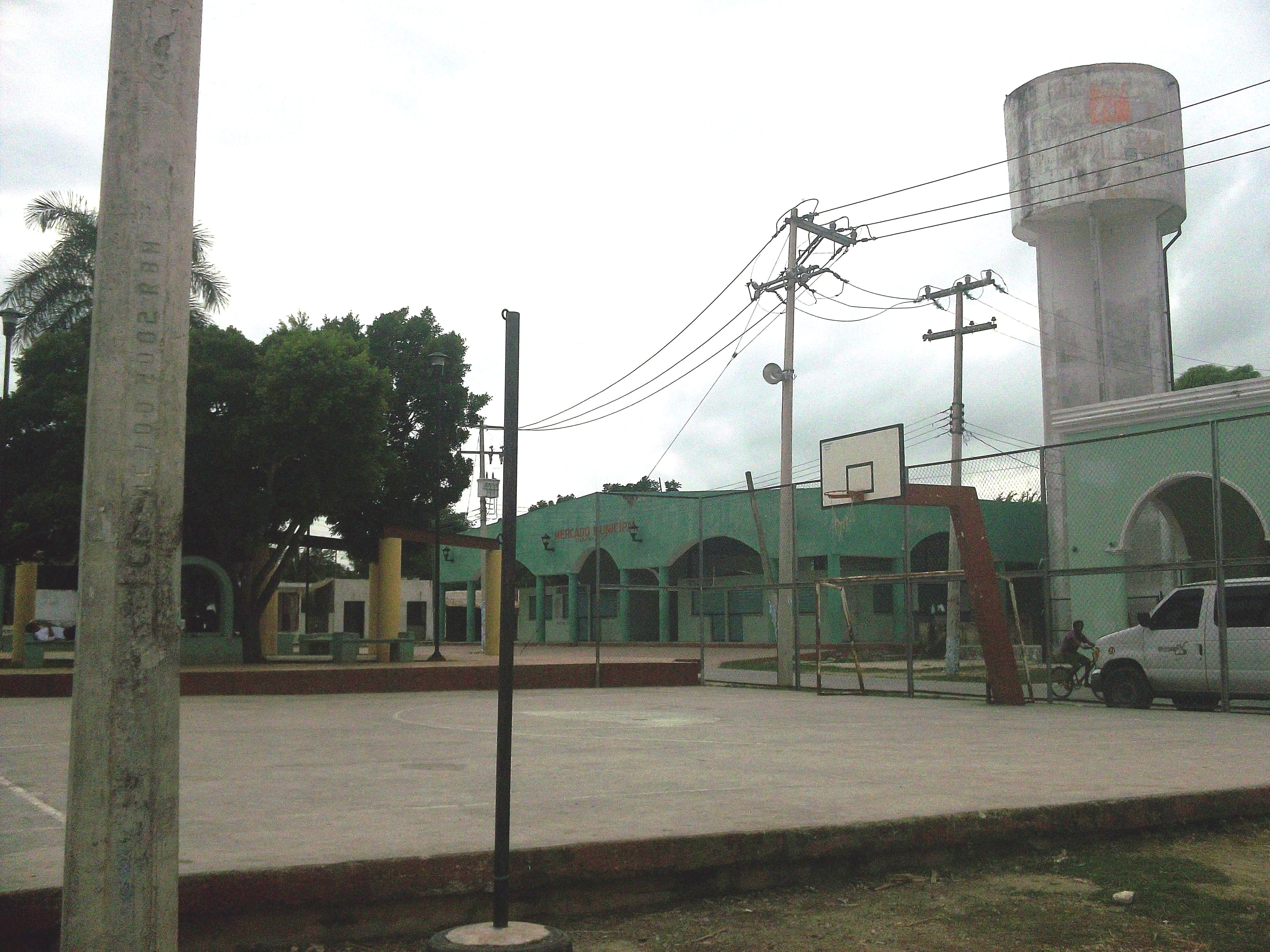
Mercado municipal.
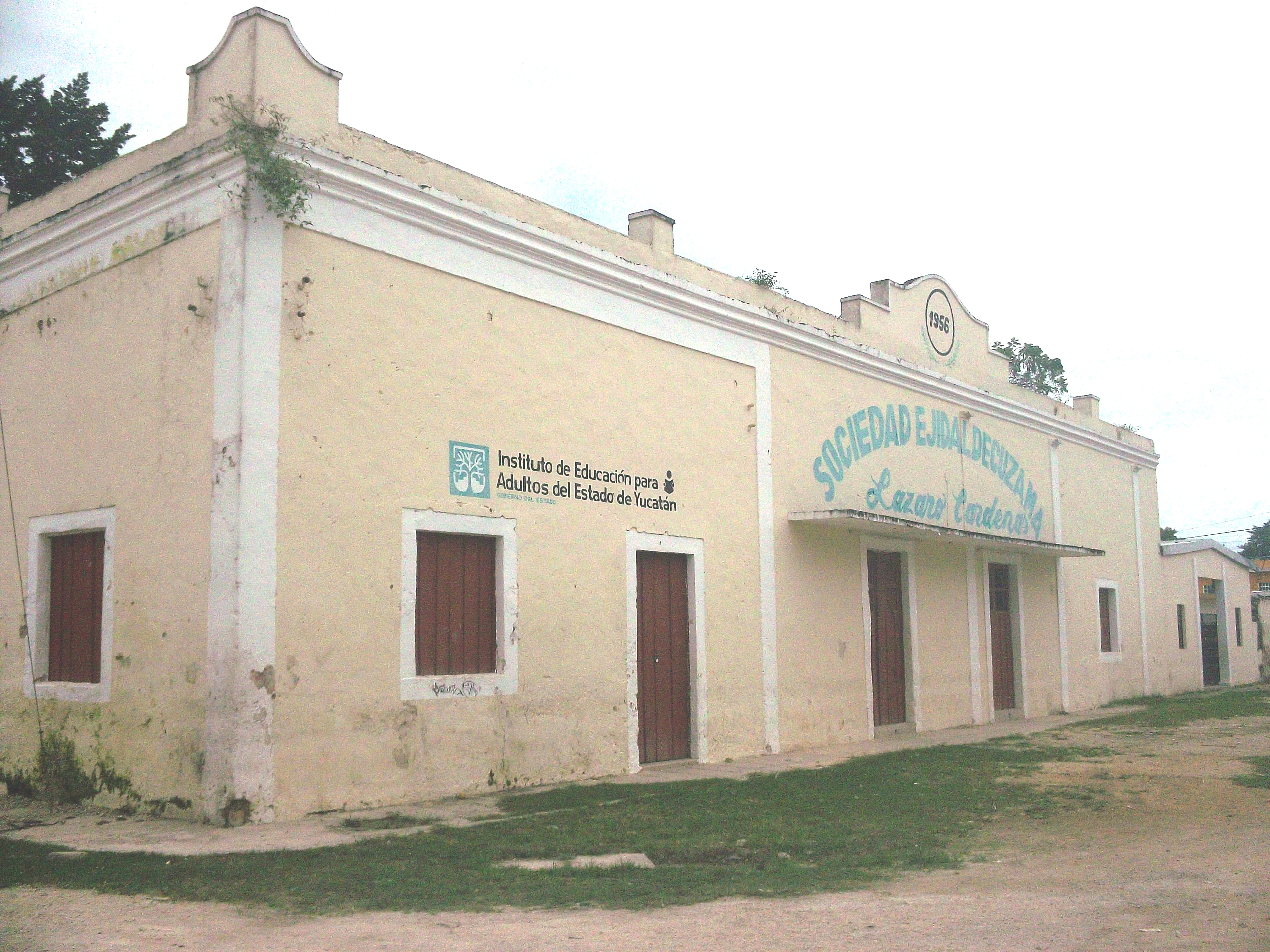
Casa ejidal.
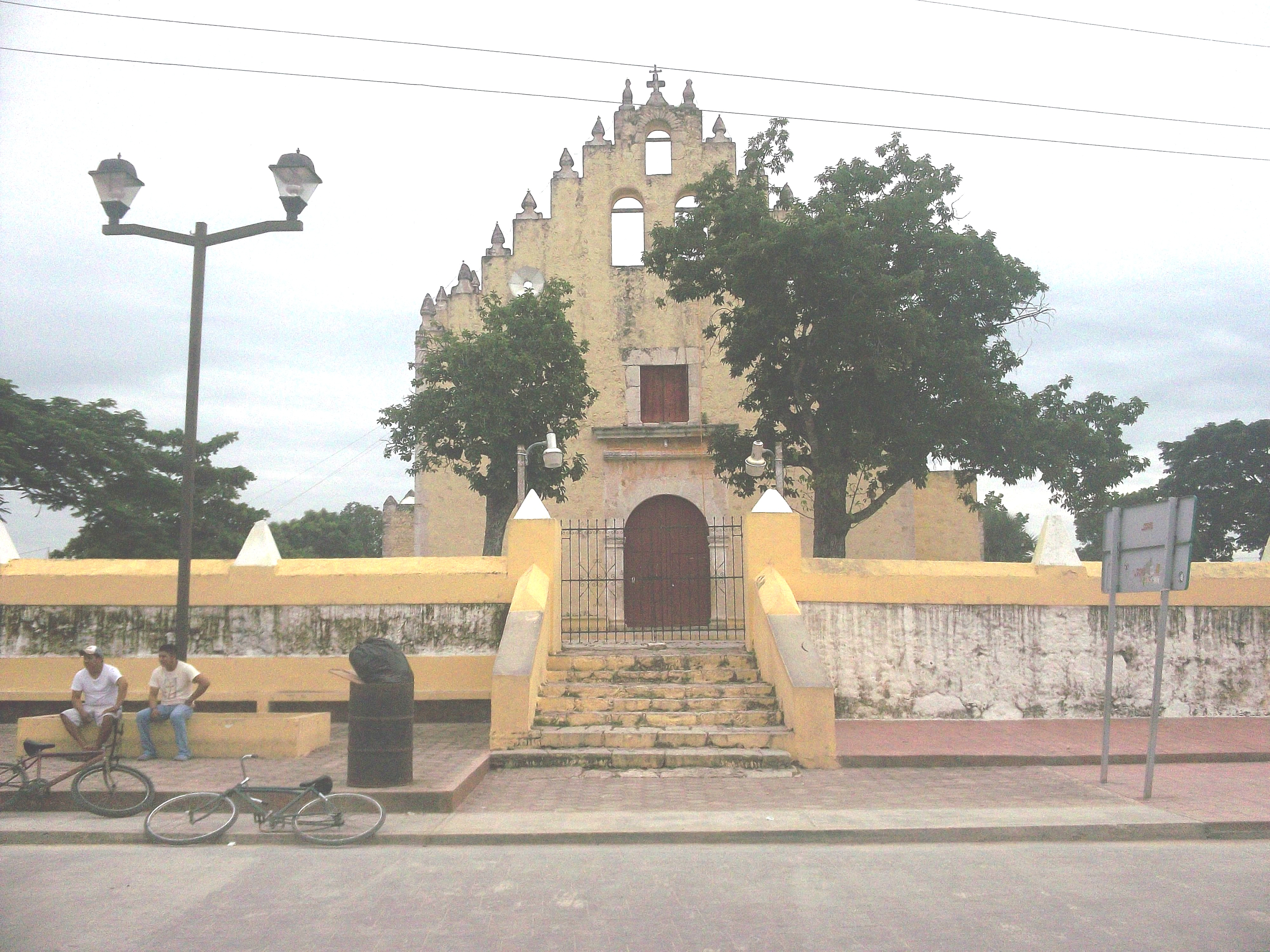
Iglesia.

Bolonchojol = 9 agujeros del ratón